# (36326) 2000 LH29
2000 LH29 (asteroide 36326) é um asteroide da cintura principal. Possui uma excentricidade de 0.23229550 e uma inclinação de 0.83999º.
Este asteroide foi descoberto no dia 11 de junho de 2000 por LONEOS em Anderson Mesa.